# Condado de Hansford
O condado de Hansford é um dos 254 condados do estado norte-americano do Texas. A sede do condado é Spearman, e sua maior cidade é Spearman.
O condado possui uma área de 2 384 km² (dos quais 2 km² estão cobertos por água), uma população de 5 369 habitantes, e uma densidade populacional de 2 hab/km² (segundo o censo nacional de 2000).
O condado foi criado em 1876. É um dos 46 condados do Texas que proíbem a venda de bebidas alcoólicas.